# Енабердино
Енабердино (тат. Яңабирде, удм. Тэремшур) — деревня в Менделеевском районе республики Татарстан. Входит в состав Енабердинского сельского поселения.

## География
Деревня находится в 11 километрах к северу от Менделеевска, расположено на реке Тойма.
Енабердино находится в часовой зоне МСК (московское время). Смещение применяемого времени относительно UTC составляет +3:00.

## История
Основана не позднее 1710 года удмуртами – выходцами из деревня Старая Юмья. В дореволюционных источниках упоминается также под названием Теремшур. 
В XVIII – первой половине XIX в. жители относились к категории государственных крестьян (ясачные вотяки). Основные занятия жителей в этот период – земледелие и скотоводство, а также извоз.
В 1840-х гг. в деревне поселились русские жители село Тихие Горы. По сведениям 1879 г., в деревне работал хлебозапасный магазин.
До 1920 года деревня входила в Кураковскую волость Елабужского уезда Вятской губернии. В 1920-21 годах находилась в составе Вотской автономной области. С 1921 года находилась в составе Елабужского, с 1928 года — Челнинского кантона Татарской АССР. С 10 августа 1930 года находилась в Елабужском, с 10 февраля 1935 года — в Бондюжском, с 1 февраля 1963 года — в Елабужском, с 15 августа 1985 года — в Менделеевском районе.

## Население
По состоянию на 2002 год в деревне проживало 346 человек.
| Численность населения |      |      |      |      |      |      |      |      |      |      |      |      |
| 1859                  | 1887 | 1920 | 1926 | 1938 | 1949 | 1958 | 1970 | 1979 | 1989 | 2002 | 2010 | 2017 |
| 222                   | 314  | 411  | 441  | 422  | 308  | 374  | 409  | 326  | 317  | 346  | 350  | 346  |

Национальный состав: 2002 - удмурты (98%); 2017 - удмурты (97%). 

## Образование и культура
Действуют средняя школа (здание построено в 1997 г.), детский сад (с 2016 г. в здании школы), дом культуры (здание построено в 1967 г.), библиотека, фельдшерско-акушерский пункт (с 2018 г. в новом здании). При школе в 1997 г. создан этнографический музей «Удмуртская изба» (основатель – А.Захаров).
При доме культуры функционируют удмуртский фольклорный ансамбль «Теремшур» (с 1979 г., с 1993 г. – народный, основатель – А.А.Емельянов), удмуртский детский ансамбль «Теремшур кыскылиос» (с 2002 г., с 2008 г. – народный, основатель – В.С.Степанова).
Имеется обустроенный родник Петра и Павла.